# Johannes Canard
Johannes Canard (waarsch. Foulzy ca. 1350 - Parijs, 13 oktober 1407) was als Jan V bisschop van Atrecht.  Hij was ook raadsheer van Filips de Stoute en eerste Bourgondische kanselier.  Als Johannes II werd hem de titel van kanselier van Vlaanderen aangeboden.  

## Afkomst
Jan Canard (ook: Johannes Canardi) was afkomstig uit Foulzy in de Ardennen, behorende tot het aartsbisdom Reims. Hij was de zoon van Johannes Canard. Zijn zus trouwde met Guy Lescot en was de grootmoeder van Jean-Baptiste Colbert. Zijn neef, zoon van zijn broer, was gedurende 46 jaar abt van de abdij Sint-Remigius in Reims.

## Levensloop
Canard werd licentiaat in beide rechten aan de Universiteit van Parijs. Voor 1370 was hij advocaat in Parijs en in 1377 raadsheer bij het Parlement van Parijs. Zijn tijdgenoot Jean le Coq noemt hem een 'summus advocatus'. Vanaf 1374 was hij advocaat van de hertog van Bourgondië en kreeg van hem een jaarlijks salaris. In 1380 werd hij advocaat van de koning van Frankrijk, Karel V en vervolgens Karel VI. Van Karel V was hij de testamentuitvoerder.
Canard behoorde tot de clerus, maar was in 1386 nog maar diaken. In 1378 werd hij kanunnik van de kathedraal in Reims en in 1379 van de Notre-Dame in Parijs. In 1388 werd hij abt van Sint-Remigius in Reims. In september 1392 werd hij bisschop van Atrecht. 
Canard speelde een belangrijke rol bij Filips de Stoute en ontwikkelde een belangrijke diplomatieke activiteit. Zo voerde hij de handelsonderhandelingen tussen Vlaanderen en Engeland en was hij de voornaamste inspirator voor de ongehoorzaamheid van de Bourgondische staten tegenover de tegenpaus Benedictus XIII.

## Kanselier en geen proost
Binnen zijn eigen gewesten liet Filips de Stoute, na zijn aantreden in opvolging van Lodewijk van Male, de plaatselijke bestuursinstellingen bestaan, tot vreugde van de Vlaamse steden. Hij maakte ze echter ondergeschikt aan door hem ingestelde, centrale regeringsorganen. In maart 1385 benoemde hij voor het dagelijks bestuur over zijn gebieden Jean Canard tot zijn eerste kanselier, met aanzienlijke bevoegdheden over alle staten, en liet hem bijstaan door een hofraad. Kanselier Canard bleef in functie tot 1405 en fungeerde als Filips' rechterhand. Hoewel hij meestal in Parijs resideerde, hield hij de administraties in de verschillende staten van het Bourgondische rijk met strakke hand onder controle. Ook zijn ambt als bisschop van Atrecht nam hij ernstig op, al verbleef hij niet vaak in de bisschopsstad. In 1404 was hij testamentuitvoerder bij de dood van de hertog en bleef nog een jaar de weduwe als kanselier bijstaan. Hij werd in de kathedraal van Arras begraven.
De kanunniken van Sint-Donaas dachten behendig te zijn door in september 1397 Canard tot proost van Sint-Donaas en kanselier van Vlaanderen te kiezen. Ze trokken naar Parijs om hem de functie aan te bieden, maar hij wees die beleefd af.